# Valve Pormeister

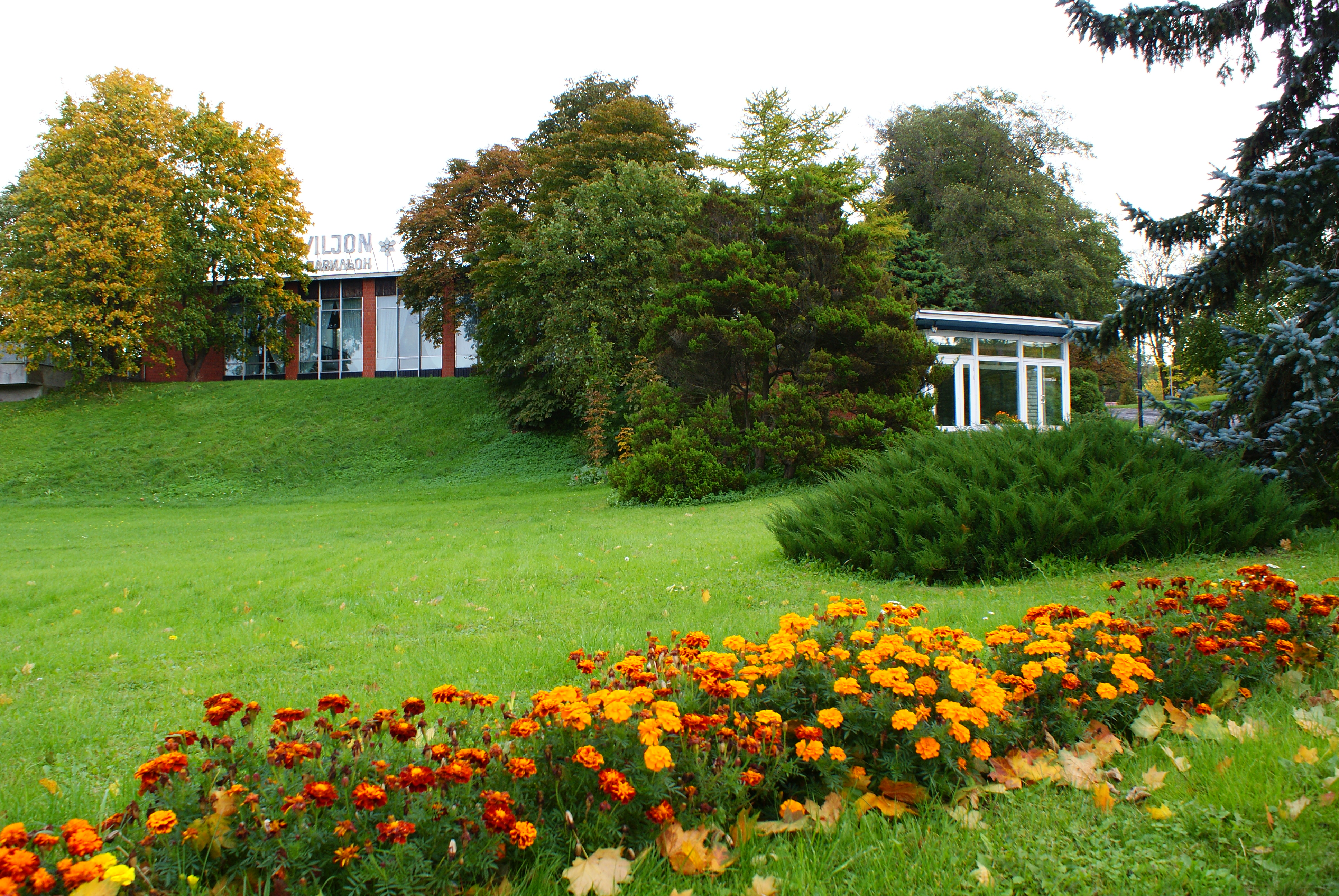
Valve Pormeister, Lillepaviljon

Valve Ulm Pormeister (Tallin, 13 de abril de 1922- 27 de octubre de 2002) fue una arquitecta y paisajista estonia.   Introdujo un lenguaje arquitectónico orgánico en la rigidez de los edificios públicos del régimen soviético. Sus edificios más conocidos son el Lillepaviljon de Tallin (1958), el Café Tuljak (1964) y la Granja Experimental de Kurtna (1965).

## Formación
Pese a no tener una formación arquitectónica clásica -estudió paisajismo e ingeniería agrícola en la Universidad de Tartu entre 1946 y 1952- su obra es una de las pocas procedentes de la antigua Unión Soviética que consiguió ser reconocida más allá del telón de acero.

## Trayectoria
En la Estonia de postguerra apenas había demanda de profesionales del paisajismo; sin embargo, había gran necesidad de arquitectos e ingenieros para llevar a cabo los proyectos de desarrollo rural que tenía previsto el gobierno soviético (granjas colectivas o kolkhozes, nuevos asentamientos, edificios para la investigación y la formación en explotación agropecuaria, etc.). Esta circunstancia permitió a Valve comenzar a trabajar recién titulada en el Eesti Maaehitusprojekt (institución estatal responsable del desarrollo y planificación territorial), donde pudo aprovechar sus conocimientos como paisajista y agrónoma y aprender a base de práctica el diseño de edificios y diferentes técnicas constructivas. La funcionalidad que se requería a estos edificios que además estaban exentos de la carga de representatividad a menudo frecuente en los edificios oficiales de la capital, permitió introducir un lenguaje arquitectónico menos institucional, más próximo a las tendencias internacionales y también que éstos fuesen encargados a profesionales alejados de la primera línea, por ejemplo una mujer. De hecho, la primera gran obra de Pormeister, fue el Lillepaviljonde Tallin (1958-60), un sencillo pabellón a las afueras de la capital para albergar exposiciones temporales de flores y otros productos agrícolas. Se trataba en principio de un encargo menor, poco importante, que sin embargo se ha convertido en todo un símbolo de la arquitectura estona de postguerra pero que además gozó de gran éxito desde su inauguración, llegando a superar los 5000 visitantes diarios.
El éxito del Lillepaviljon fue tal que seis años se amplió con un nuevo volumen, también proyectado por Valve Pormeister, para albergar una cafetería: el Café Tuljak (1964-66). Este edificio fue muy bien recibido por los habitantes de Tallin, era como un símbolo de modernidad. En él ya se aprecia el gusto por la horizontalidad que caracterizará los siguientes trabajos de la arquitecta, marcada principalmente por los grandes frentes de cornisa diferenciados en color o material del resto de fachada. La destreza en la implantación del edificio en el lugar, los trabajos de paisajismo que rodean el edificio y la conexión con el pabellón existente son realmente interesantes y ponen de manifiesto la habilidad de Pormeister para relacionar arquitectura y lugar, pero también que era una profesional atenta y conocedora de las tendencias arquitectónicas más allá del bloque soviético.
Valve Pormeister seguía la arquitectura estadounidense y escandinava del momento mediante publicaciones y revistas que podía obtener en sus viajes a Finlandia, único país donde era relativamente posible viajar desde la Estonia soviética. Es evidente la influencia de Alvar Aalto en muchos de sus edificios, de él aprendió sobre todo el organicismo y la reinterpretación del Movimiento Moderno para acercarlo al contexto propio del lugar. Frank Lloyd Wright también puede advertirse en la materialidad y composición de algunos edificios, y ella misma citó a Richard Neutra como un referente y una inspiración.
El edificio principal de la Granja Experimental de Avicultura en Kurtna (1965-66) es quizás la obra que mejor refleja su cercanía y conocimiento de la arquitectura escandinava más moderna del momento. Es importante hacer mención a la figura de Edgar Tõnurist, por entonces Vicepresidente del Consejo de Ministros de Estonia, que era un gran amante de la arquitectura y el diseño contemporáneos. Su protección e influencia hizo posible que una arquitectura influenciada por Occidente, pasase los controles de Moscú. El edificio está formado por dos volúmenes principales unidos por el único elemento vertical del conjunto: la chimenea del vestíbulo de acceso. Uno de los volúmenes alberga el salón de actos, un espacio de doble altura con techo discontinuo a distintos niveles que trata de adaptar la forma del edificio a la pendiente de la parcela. Esta pieza está claramente influenciada por las iglesias finlandesas que se estaban construyendo en aquellos años. El diseño trata una vez más de introducir el paisaje circundante en el interior, con vistas muy cuidadas tanto del exterior desde el edificio como del edificio desde el exterior. El interiorista Vello Asi fue el encargado de la decoración de esta pieza. El otro volumen que forma el edificio alberga en sus dos plantas los laboratorios, oficinas, biblioteca y habitaciones para investigadores visitantes. El conjunto muestra una gran horizontalidad gracias a diferentes soluciones compositivas: grandes frentes de cornisa blancos que contrastan con el color oscuro de los huecos y el rojo de los paños de ladrillo visto. El gusto por los detalles de Pormeister se puede apreciar en el diseño de la escalera exterior, las luminarias interiores y el aparejo de la fábrica de ladrillo, que evita el relleno de las llagas verticales para reforzar esa horizontalidad del conjunto.
La Granja de Kurtna tuvo mucho éxito entre arquitectos dentro y fuera del bloque soviético; de hecho, fue publicada por la revista L’architecture d’aujourd’hui en su número de enero de 1970. Pero, también fue vista finalmente con buenos ojos desde los poderes políticos, pues el edificio no sólo representaba una modernidad arquitectónica, sino también una nueva tipología de equipamiento para albergar los innovadores programas de explotación ganadera que se habían convertido en un símbolo de la tecnología y la industria de la Unión Soviética.
Ya conocida y respetada en el ámbito soviético, Valve Pormeister continuó desarrollando proyectos en el ámbito rural, algunos de gran envergadura como el Centro de Productos Fitosanitarios de Saku (1969-75) que destaca por sus volúmenes de cubierta o la Escuela Técnica de la Granja Estatal de Jäneda (1968-75) cuya compleja composición volumétrica consigue mantener un diálogo con el edificio histórico preexistente y la topografía del lugar. Ya en su etapa más madura, proyectó también edificios educativos para la Universidad de Tartu de los cuales merece especial mención el edificio para la Academia Estona de Agricultura (1976-1984).
Como paisajista colaboró en ocasiones con arquitectos de primera línea como Allan Murdmaa o Henno Sepmann, que era además su marido. De estas colaboraciones destaca el diseño de paisaje para el Memorial Maarjamäe en Tallin (1975) y el diseño de exteriores para la sede olímpica de Tallin, que acogió las competiciones de vela durante las Olimpiadas de Moscú’80. Merece la pena mencionar el diseño de su propia vivienda en las afueras de Tallin, diseñada en 1957, pocos años después de iniciar sus estudios y donde sin embargo ya recoge muchas de las características que se harán presentes en su obra posterior, así como su conocimiento de las tendencias organicistas provenientes de los Estados Unidos y los países escandinavos.

## Reconocimientos
Por el proyecto de la Granja en Kurtna Valve Pormeister recibió en 1966 el Eesti NSV teeneline arhitekt, el más prestigioso galardón de arquitectura en ese momento. Además, la primera exposición monográfica de un arquitecto fue la organizada en 1972 sobre su obra en un edificio que ella misma había diseñado: el Lillepaviljon.
En 2005, tres años después de su muerte, el Museo de Arquitectura de Estonia le dedicó una exposición monográfica y publicó un completo catálogo coordinado por Liina Jänes Valve Pormeister – Eesti maa-architekturii uuendaja, näitus. Es conocida como la Gran Dama de la arquitectura estona.